# 内部寄生
内部寄生（ないぶきせい）は、生物の外表面を摂食する外部寄生と異なり、ある生物が他の生物の体内に侵入して寄生すること。内部寄生を行う生物を内部寄生者と呼ぶ。
内部寄生者は外部寄生者に比べ、寄生者の生活がより宿主の生活に依存しているため、外部寄生者よりも極端な特殊化を示すことが多い。宿主の体内環境は恒常性があるため外部環境に比べ一定に維持されており、それゆえ生存に不要な構造は進化の過程で内部寄生者の体から失われ単純化している。具体的には、ヒトなどに寄生する寄生性ヒラムシ（肝吸虫など）は、宿主の免疫系や消化酵素に対する耐性を示す上皮を持つ一方で、自由生活性のヒラムシに見られる繊毛・眼点・その他感覚器官を失っている。